# امبر هولت
امبر هولت (انگلیسی: Amber Holt؛ زادهٔ ۷ ژوئن ۱۹۸۵) بازیکن بسکتبال اهل ایالات متحده آمریکا است.